# لودویگ اشتوسل
لودویگ اشتوسل (انگلیسی: Ludwig Stössel؛ ‏ ۱۲ فوریهٔ ۱۸۸۳ – ۲۹ ژانویهٔ ۱۹۷۳) بازیگر اهل اتریش بود. وی بین سال‌های ۱۹۰۰ تا ۱۹۶۳ میلادی فعالیت می‌کرد و به‌دلیل یهودی بودم مجبور به ترک میهن خود در دوران حکومت آلمان نازی شد. او ابتدا در چند فیلم سینمایی در انگلستان بازی کرد و سپس در سال ۱۹۳۹ راهی هالیوود، لس آنجلس شد. او به‌دنبال یک زمین‌خوردگی و تنها ۱۴ روز پیش از جشن تولد ۹۰ سالگی‌اش در بورلی هیلز، کالیفرنیا درگذشت.

## گزیدهٔ فیلم‌شناسی
- رسوایی اوا
- کفش‌های مرد مرده
- تعقیب تبهکار
- زیرزمین
- تفنگ‌های بزرگ
- سراسر شب
- ردیف پادشاهان
- زن سال
- غرور یانکی‌ها
- ایسلند
- کازابلانکا
- تنسی جانسون
- پیتسبرگ
- بالاتر از سوءظن
- مجنون هیتلر
- موزیک عاشقانه
- دیلینجر
- خانه دراکولا
- ماجرای مرموز و پرالتهاب
- گناهکار بزرگ
- به همان جوانی که حس می‌کنی
- خورشید به‌روشنی می‌درخشد
- من و سرهنگ

## مرگ
استوسل در 29 ژانویه 1973 در بورلی هیلز پس از سقوط تنها 14 روز کمتر از تولد 90 سالگی خود درگذشت.  او در گورستان برای همیشه لطفا برای هالیوود سوزانده شد و خاکستر به وین، اتریش فرستاده شد.